# Ebal
L'Ebal (in arabo جبل عيبال‎?, Jabal ʿAybāl; in ebraico הר עיבל‎?, Har ´Eival) è uno dei due monti posti nelle vicinanze della città palestinese di Nablus (l'altro è il monte Ehilam), e forma la parte settentrionale della valle in cui si situa la città. L'Ebal, con i suoi 940 metri sul livello del mare (59 metri più in alto del Garizim), è uno dei picchi più alti della Cisgiordania; il monte copre approssimativamente una superficie di 18 km² ed è composto primariamente di calcare. Le pendici del monte contengono diverse grandi caverne che probabilmente erano originariamente cave di pietra, mentre alla base del lato nord sono presenti alcune tombe.
I monti Ebal e Garizim sono citati ripetutamente nella Bibbia come i luoghi in cui Israele avrebbe dovuto compiere attività di culto dopo il suo ingresso nella terra promessa (Deuteronomio 11,29; 27,4-8; Giosuè 8,30-35). Secondo gli archeologi Adam Zertal e Zvi Koenigsberg, sul monte Ebal, in un anfiteatro naturale posto circa 60 metri sotto la sua cima, si trovano i resti di un primitivo altare che sarebbe stato utilizzato dal 1250 al 1140 circa. Interpretazioni diverse, ipotizzate da altri studiosi, sono discusse sia da Koenigsberg sia dal saggista Matthew Sturgis nelle fonti citate.